# Eduard Marxsen

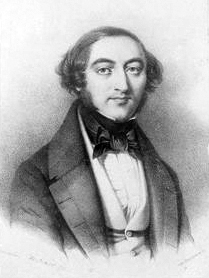
Eduard Marxsen (um 1840)

Eduard Marxsen (* 23. Juli 1806 in Nienstedten bei Hamburg; † 18. November 1887 in Altona bei Hamburg) war ein deutscher Komponist, Pianist und Musikdirektor.

## Leben

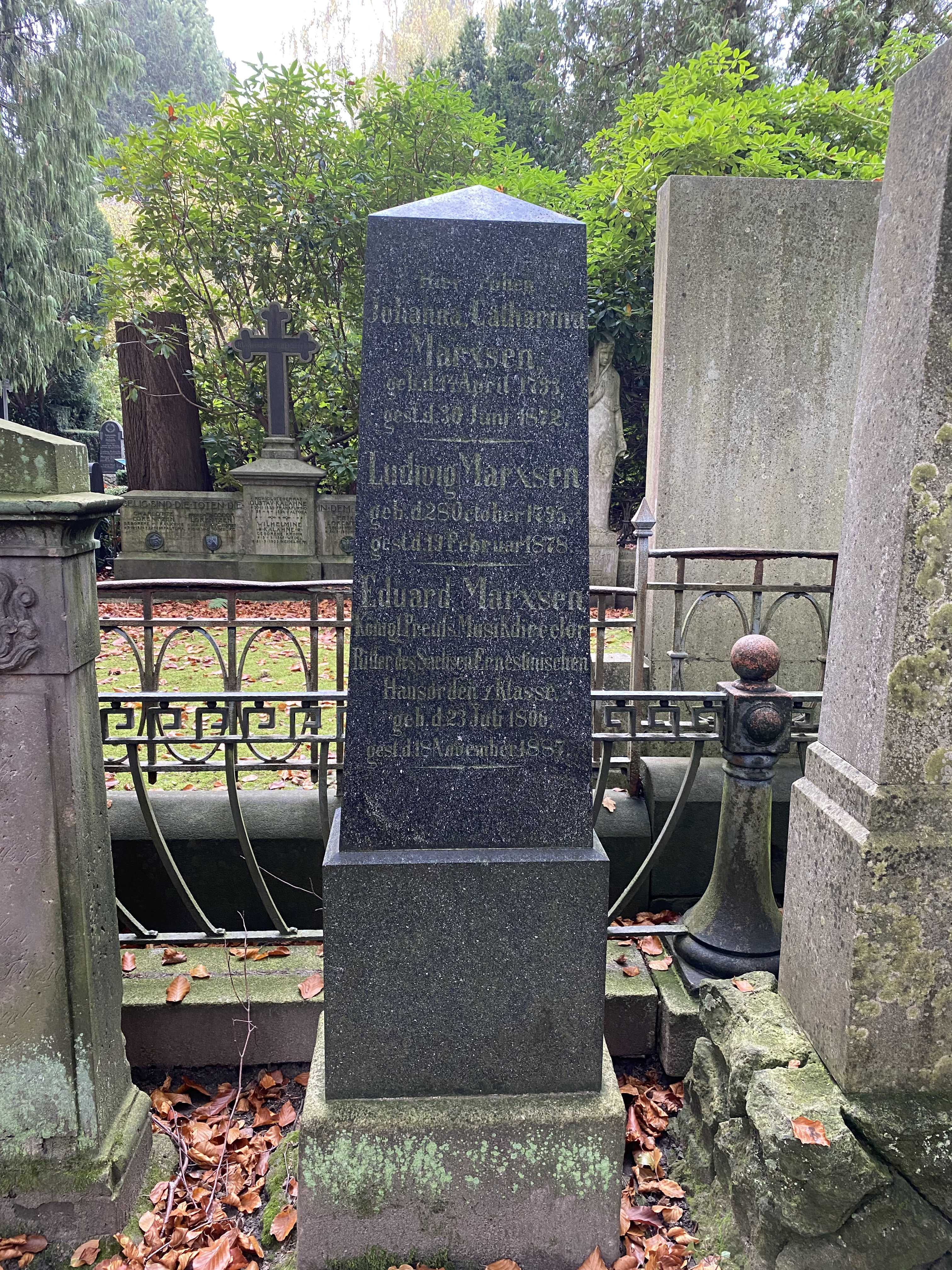
Grabstein im Freilichtmuseum

Eduard Marxsen wurde als Sohn des Organisten Detlef Johann Marxsen und Sophia Eleonora Johanna Michels(en) in Nienstedten-Altona geboren. Ersten regelmäßigen Musikunterricht erhielt er im Alter von 19 Jahren bei dem Hamburger Komponisten und Musiklehrer Johann Heinrich Clasing. Ab 1830 studierte er in Wien bei Ignaz von Seyfried, Simon Sechter und Carl Maria von Bocklet. Von 1837 bis 1852 war er als Musiklehrer in Hamburg und außerdem von 1830 bis 1854 bei Georg Marxsen, Vorsteher eines dortigen Erziehungsinstitutes, tätig. Am 18. November 1834 gab er ein erstes Konzert in Hamburg nach der Rückkehr aus Wien. 1842 war Marxsen Mitglied des Komitees des Norddeutschen Musikvereins für die Hilfsbedürftigen des Hamburger Brandes von 1842. Von 1855 bis 1887 war er Musiklehrer in Altona und Lehrer von Cossel, Ferdinand Thieriot und Johannes Brahms. Letzterer widmete seinem Lehrer später das 2. Klavierkonzert B-Dur op. 83. Marxsen errichtete und leitete eine Liedertafel in Altona und war Ehrenmitglied des Hamburger Tonkünstler-Vereins. Er war unverehelicht.
Als Komponist schuf Marxsen Symphonien, Ouvertüren, Männerchöre, eine Operette (Das Forsthaus), Kammermusikwerke, Klavierwerke und eine große Anzahl Klavierlieder.
Eduard Marxsen wurde auf dem Nienstedtener Friedhof beigesetzt. Das Grab existiert nicht mehr, lediglich der Grabstein steht heute noch im Grabstein-Freilichtmuseum.
Im Hamburger Stadtteil Othmarschen wurde 1950 der Marxsenweg nach ihm benannt.

## Werke

### Orchesterwerke
Die Orchesterwerke von Eduard Marxsen sind allesamt unveröffentlicht geblieben. Manuskripte der Werke befinden sich im Archiv der Gesellschaft der Musikfreunde, Wien, in der Staats- und Universitätsbibliothek Hamburg sowie in der Russischen Nationalbibliothek, St. Petersburg.
- Ouverture B-Dur (UA 1834, Hamburg)
- Aux mânes de Beethoven. Charakteristisches Tongemälde (UA 1835, Hamburg)
- Große Symphonie in c-Moll (UA des gesamten Werkes 1837, Hamburg)
- Große Symphonie (in A-Dur) (nach op. 47 von Beethoven) (UA 1835, Hamburg)
- Ouverture zu Romeo und Julia (UA 1837, Hamburg)
- Große Symphonie in a-Moll (nach einer Sonate von F. Schubert [D 845])
- Große Symphonie in A-Dur
- Große Symphonie in g-Moll (UA 1845, Hamburg)
- Ouverture de Phèdre (UA 1845, Hamburg)
- Ouverture zu Lear
- Tongemälde für großes Orchester in f-Moll
- Ouverture zum Trauerspiele Othello von Shakespeare
- Der trauernde Rabbi

### Klavierwerke
- 100 Veränderungen über ein Volkslied : [Danzetta popolare di Lapponia] ; für Pianoforte ; Versuch, die verschiedenen Rhytmen [sic !] und Taktarten, auch die weniger gebräuchlichen oder seltenen, in einem zusammenhängenden Tonstück zu vereinigen / Meinem lieben Johannes Brahms gewidmet.
- Etüden op. 4/1